# حسین عالمی بلخی
سید حسین عالمی بلخی (زاده ۱۳۳۵ (خورشیدی)- ولسوالی چارکنت، ولایت بلخ) سیاستمدار افغانستانی و وزیر امور مهاجرین و عودت‌کنندگان افغانستان بود.

## زندگی‌نامه
سید حسین عالمی بلخی فرزند سید میرآقا زاده حمل/فرودین۱۳۳۵ ولسوالی چارکنت ولایت بلخ است. وی دارای تحصیلات حوزوی است و در حوزه‌های علمیه قم و مشهد زیر نظر حسین علی منتظری و فاضل لنکرانی تحصیل کرده‌است.

## فعالیتهای سیاسی
وی فعالیت سیاسی خود را در سال ۱۳۵۷ آغاز و به همراه چند تن سازمان فدائیان اسلام را در افغانستان تأسیس کرد. در سال ۱۳۶۱ همراه با چهار تشکل سیاسی دیگر به نام‌های اسلام مکتب توحید، روحانیت و جوان افغانستان، جنبش اسلامی مستضعفین افغانستان و فدائیان امت مسلمان افغانستان یک جبهه سیاسی به نام جبهه متحد انقلاب اسلامی افغانستان را تأسیس و در سمت رئیس امور فرهنگی این جبهه سیاسی فعالیت کرد. در سال ۱۳۶۷ همراه با هفت تشکل سیاسی دیگر شورای ائتلاف اسلامی که به شورای هشتگانه نیز شناخته می‌شود را تأسیس کردند و در سمت رئیس و سخنگوی این شورا انتخاب شد. پس از تشکیل حزب وحدت اسلامی افغانستان سمت منشی اول کمیسیون سیاسی این حزب را در خارج از کشور بر عهده داشت. وی در سال ۱۳۷۱ و پس از سقوط حکومت محمد نجیب الله به افغانستان بازگشت و فعالیت سیاسی خود را در سمت معاون شورای تصمیم‌گیری حزب وحدت اسلامی ادامه و در سال ۱۳۷۳ سمت معاون اول این حزب انتخاب شد. پس از انشعاب حزب وحدت اسلامی به ریاست شورای مرکزی یکی از جناح‌های منشعب شده انتخاب شد. در همین سال به عضویت شورای عالی رهبری دولت اسلامی افغانستان درآمد.
او از سال ۱۳۷۴ تا ۱۳۷۵ در سمت وزیر تجارت دولت افغانستان فعالیت کرده و پس از سقوط کابل به دست طالبان، عضو شورای رهبری جبهه متحداسلامی برای نجات افغانستان شد و مسئولیت اداره جبهه مقاومت در بلخاب را بر عهده گرفت. پس از سقوط طالبان در سال ۱۳۸۱ به همراه چند تن از علمای دینی شورای علمای شیعه افغانستان را تأسیس و در سمت رئیس دارالانشا این شورا حضور داشت. در انتخابات ریاست جمهوری سال ۱۳۸۳ به عنوان معاون یونس قانونی شرکت کرد و در همین سال حزب افغانستان نوین را همراه چند تن دیگر تأسیس و به سمت معاونت این حزب رسید که پس از حضور در پارلمان از عضویت این حزب کنار رفت.
وی در انتخابات دوره پانزدهم و شانزدهم پارلمانی افغانستان حضور داشت و توانست از طرف مردم کابل به پارلمان راه پیدا کند. وی در دوره پانزدهم پارلمان افغانستان رئیس و عضو کمیسیون عدلی، قضائی، اصلاحات اداری و مبارزه با فساد اداری و عضو کمیسیون تقنین و در دوره شانزدهم ریاست کمیسیون معلولین، معیوبین، بازماندگان شهدا و بیوه‌ها را بر عهده داشت. وی برای حضور در انتخابات ریاست جمهوری ۱۳۹۳ از سمت نمایندگی پارلمان استعفا داد و به عنوان معاون اول گل‌آغا شیرزی به همراه محمدهاشم زارع در این انتخابات حضور یافت.

### فعالیت‌ها
- نماینده مردم کابل در دوره پانزدهم و شانزدهم پارلمان.
- عضو شورای سراسری علمای افغانستان و عضو مؤسسین شورای اخوت اسلامی.
- مدیر مسئول هفته‌نامه راه نجات (که در سال ۱۳۸۴ به روزنامه تغییر یافت).
- سابقه فعالیت در حزب وحدت اسلامی افغانستان، حزب افغانستان نوین.
- وزیر تجارت در دوره حکومت مجاهدین.
- عضو مؤسس جبهه تفاهم ملی افغانستان.